# Municipio de Spencer (Míchigan)
El municipio de Spencer (en inglés: Spencer Township) es un municipio ubicado en el condado de Kent en el estado estadounidense de Míchigan. En el año 2010 tenía una población de 3960 habitantes y una densidad poblacional de 41,71 personas por km².

## Geografía
El municipio de Spencer se encuentra ubicado en las coordenadas 43°14′49″N 85°22′10″O / 43.24694, -85.36944. Según la Oficina del Censo de los Estados Unidos, el municipio tiene una superficie total de 94.94 km², de la cual 87,98 km² corresponden a tierra firme y (7,33 %) 6,96 km² es agua.

## Demografía
Según el censo de 2010, había 3960 personas residiendo en el municipio de Spencer. La densidad de población era de 41,71 hab./km². De los 3960 habitantes, el municipio de Spencer estaba compuesto por el 96,82 % blancos, el 0,66 % eran afroamericanos, el 0,4 % eran amerindios, el 0,2 % eran asiáticos, el 0,61 % eran de otras razas y el 1,31 % eran de una mezcla de razas. Del total de la población el 2,45 % eran hispanos o latinos de cualquier raza.